# Санила-Айкио, Тиина
Тиина Юулия Санила-Айкио (фин. Tiina Juulia Sanila-Aikio, северносаам. Paavvâl Taannâl Tiina; 25 марта 1983, Севеттиярви, Инари, Финляндия) — финская певица сколто-саамского происхождения; председатель Саамского парламента Финляндии с 2015 по 2020 год.

## Биография
28 марта 2015 года избрана председателем Саамского парламента Финляндии.
27 апреля 2015 года, в связи с принятым в марте решением финского парламента отложить ратификацию Конвенции МОТ № 169, заявила на заседании Постоянного Форума ООН по вопросам коренных народов о нарушении финским государством международных соглашений.

## Семья
В 2008 году вышла замуж за оленевода Лео Айкио. Их дочь — Элли-До’мнн (род. 2010) изучает колтта-саамский язык, а также инари-саамский язык, на котором говорят в семье её отца.